# Otinotoides subflavipes
Otinotoides subflavipes är en insektsart som beskrevs av Walker 1870. Otinotoides subflavipes ingår i släktet Otinotoides och familjen hornstritar. Inga underarter finns listade i Catalogue of Life.